# Karen LaMonte
Karen LaMonte (* 14. prosince 1967 New York) je americká výtvarnice a sochařka. V roce 1990 získala titul bakalář umění na Rhode Island School of Design. V roce 1995 se vdala za Stevena Polanera. Tvoří sochy v životní velikosti z různých materiálů. V roce 1998 získala Fulbrightovu cenu na studijní pobyt v České republice, kde spolupracovala se Stanislavem Libenským a Jaroslavou Brychtovou. Sochy Karen LaMonte se nacházejí v předních světových galeriích a muzeích.

## Výstavy
- 2000 – Glass in Context; GlasMuseum, Fruenau, Germany
- 1998 – VIII. International Hungarian Glass Art Symposium Show; Vyšegrad, Maďarsko
- 1996 – International exhibit of Sculptural Objects & Functional Art (SOFA); Chicago, USA
- 1995 – Glass America: A national selection of contemporary art; Heller Gallery, New York, USA
- 1992 – Art Designed for Living; Archetype Gallery, New York, USA
- 1990 – New Glass in New Orleans; New Orleans School of Glass Works, New Orleans, USA